# Zabergan
Zabergan war ein Herrscher der Kutriguren Mitte des 6. Jahrhunderts.
In spätantiken Quellen wird Zabergan in den Jahren 558/59 erwähnt. Die nördlich der unteren Donau ansässigen Kutriguren hatten zuvor vom oströmischen Reich Jahrgelder empfangen, wofür sie im Gegenzug auf Raubzüge verzichteten. Kaiser Justinian I. hatte aber die andauernden Streitigkeiten zwischen den Kutriguren und den Utiguren genutzt und diese Zahlung eingestellt. 558 wurde der Konflikt zwischen Kutriguren und Utiguren jedoch vorläufig beigelegt; Zabergan entschloss sich nun wieder Raubzüge gegen Ostrom zu unternehmen. Im Winter 558/59 überschritten die Kutriguren und wohl einige verbündete Stämme die Donau. Die Kutriguren drangen in die oströmischen Balkanprovinzen vor, ohne zunächst auf nennenswerten Widerstand zu stoßen, da die meisten oströmischen Truppen aufgrund der justinianischen Expansionspolitik an den anderen Grenzen gebunden waren.
Ein Teil der Kutriguren drang nach Griechenland vor, während Zabergan in Richtung der oströmischen Hauptstadt Konstantinopel vordrang, dabei reiche Beute machte und römische Sperrverbände besiegte. In Konstantinopel breitete sich Panik aus, zumal das starke Befestigungswerk durch ein Erdbeben im Jahr 557 stark beschädigt worden war. Justinian reaktivierte daraufhin seinen General Belisar, der sich im Ruhestand befand. Belisar organisierte eine Art Miliz, da offenbar keine größeren regulären Armeeverbände zur Verfügung standen, wobei die Details unklar sind. Es gelang ihm jedenfalls, Zabergans Angriff abzuwehren. Zabergan stellte allerdings weiterhin eine Bedrohung dar; er konnte sich in Thrakien halten und weiter plündern. Erst als die Gefahr bestand, dass oströmische Truppen als Verstärkung anrückten, entschloss sich Zabergan zu verhandeln und gegen Goldzahlungen abzuziehen.
Justinian betrachtete die Kutriguren weiterhin als potentielle Bedrohung und entschloss sich zu handeln. Er schloss mit dem Utigurenführer Sandilch ein Bündnis, der daraufhin seine alten Erzfeinde angriff. Die folgenden schweren Kämpfe schwächten sowohl die Kutriguren als auch die Utiguren nachhaltig, so dass beide keine Gefahr mehr darstellten. Die nun in Erscheinung tretenden Awaren hatten leichtes Spiel und besiegten beide Stämme. Über Zabergans weiteres Leben ist nichts bekannt. 
Der Zabergan Peak, ein Berg in der Antarktis, ist seit 2013 nach ihm benannt.